# Orathanadu (Mukthambalpuram)
Orathanadu (Mukthambalpuram) é uma panchayat (vila) no distrito de Thanjavur, no estado indiano de Tamil Nadu.

## Demografia
Segundo o censo de 2001,  Orathanadu (Mukthambalpuram)  tinha uma população de 10,268 habitantes. Os indivíduos do sexo masculino constituem 49% da população e os do sexo feminino 51%. Orathanadu (Mukthambalpuram) tem uma taxa de literacia de 75%, superior à média nacional de 59.5%: a literacia no sexo masculino é de 81% e no sexo feminino é de 68%. Em Orathanadu (Mukthambalpuram), 10% da população está abaixo dos 6 anos de idade.